# Nado sincronizado no Campeonato Europeu de Esportes Aquáticos de 2014 - Rotina dueto
A prova de rotina dueto do nado sincronizado no Campeonato Europeu de Esportes Aquáticos de 2014 foi realizada entre os dias 13 e 16 de agosto em Berlim, na Alemanha. 

## Calendário
| Fase    | Data         | Hora  |
| ------- | ------------ | ----- |
| Técnica | 13 de agosto | 15:00 |
| Livre   | 14 de agosto | 10:00 |
| Final   | 16 de agosto | 10:00 |

Todos os horários estão no horário local (UTC+1)

## Medalhistas
| Ouro                                             | Prata                                       | Bronze                                   |
| Rússia · Daria Korobova · Svetlana Kolesnichenko | Ucrânia · Lolita Ananasova · Anna Voloshyna | Espanha · Ona Carbonell · Paula Klamburg |

## Resultados
Esses foram os resultados da competição.
| Pos.              | Nadadoras                               | Nacionalidade | Técnica | Técnica | Livre   | Livre | Preliminar | Preliminar | Final   | Final |
| Pos.              | Nadadoras                               | Nacionalidade | Pontos  | Pos.    | Pontos  | Pos.  | Pontos     | Pos.       | Pontos  | Pos.  |
| ----------------- | --------------------------------------- | ------------- | ------- | ------- | ------- | ----- | ---------- | ---------- | ------- | ----- |
| Medalha de ouro   | Daria Korobova Svetlana Kolesnichenko   | Rússia        | 91.9391 | 1       | 95.1333 | 1     | 187.0724   | 1          | 96.1000 | 1     |
| Medalha de prata  | Lolita Ananasova Anna Voloshyna         | Ucrânia       | 88.9483 | 3       | 92.6000 | 2     | 181.5483   | 2          | 92.9000 | 2     |
| Medalha de bronze | Ona Carbonell Paula Klamburg            | Espanha       | 89.0664 | 2       | 91.4000 | 3     | 180.4664   | 3          | 92.1667 | 3     |
| 4                 | Linda Cerruti Costanza Ferro            | Itália        | 85.3149 | 4       | 88.5000 | 4     | 173.8149   | 4          | 89.4000 | 4     |
| 5                 | Laura Auge Margaux Chretien             | França        | 82.5469 | 5       | 85.9333 | 5     | 168.4802   | 5          | 86.0667 | 5     |
| 6                 | Evangelia Papazoglou Evangelia Koutidi  | Grécia        | 81.9241 | 6       | 84.8333 | 6     | 166.7574   | 6          | 85.0333 | 6     |
| 7                 | Soňa Bernardová Alžběta Dufková         | Chéquia       | 79.6227 | 7       | 81.8667 | 7     | 161.4894   | 7          | 82.8333 | 7     |
| 8                 | Sascia Kraus Sophie Giger               | Suíça         | 76.6233 | 10      | 80.2333 | 9     | 156.8566   | 9          | 81.7667 | 8     |
| 9                 | Christina Maat Margot de Graaf          | Países Baixos | 76.7507 | 9       | 81.7667 | 8     | 158.5174   | 8          | 81.6333 | 9     |
| 10                | Iryna Limanouskaya Veronika Yesipovich  | Bielorrússia  | 76.2840 | 11      | 79.6333 | 10    | 155.9173   | 10         | 80.1333 | 10    |
| 11                | Jana Labáthová Nada Daabousová          | Eslováquia    | 75.7382 | 12      | 77.4333 | 11    | 153.1715   | 12         | 77.8000 | 11    |
| 12                | Anastasia Gloushkov Ievgeniia Tetelbaum | Israel        | 77.4981 | 8       | 76.8667 | 12    | 154.3648   | 11         | 77.2667 | 12    |
| 13                | Wiebke Jeske Edith Zeppenfeld           | Alemanha      | 72.8751 | 13      | 74.9667 | 14    | 147.8418   | 13         |         |       |
| 14                | Jodie Cowie Genevieve Randall           | Reino Unido   | 72.1442 | 14      | 75.1000 | 13    | 147.2442   | 14         |         |       |
| 15                | Szofi Kiss Dóra Schwarcz                | Hungria       | 71.4691 | 15      | 74.5000 | 15    | 145.9691   | 15         |         |       |
| 16                | Defne Bakirci Misra Gündeş              | Turquia       | 71.0263 | 16      | 72.7667 | 16    | 143.7930   | 16         |         |       |
| 17                | Lovisa Boerthas Elin Grahn              | Suécia        | 68.2824 | 19      | 72.7000 | 17    | 140.9824   | 17         |         |       |
| 18                | Rebecca Domika Tina Panić               | Croácia       | 68.5553 | 18      | 72.4000 | 18    | 140.9553   | 18         |         |       |
| 19                | Kalina Yordanova Maria Kirkova          | Bulgária      | 69.0276 | 17      | 70.7000 | 19    | 139.7276   | 19         |         |       |